# Szybciej, szybciej
Szybciej, szybciej (hiszp. Deprisa, deprisa) – hiszpańsko-francuski film kryminalny z 1981 roku w reżyserii Carlosa Saury. Zdjęcia kręcono w Madrycie oraz w prowincjach Almería i Segowia.